# ダニー・バス
ダニー・バス（Danny Batth、1990年9月21日 - ）は、イングランド・ウェスト・ミッドランズ州ブライアリー・ヒル出身のプロサッカー選手。ポジションはDF。

## クラブ経歴
地元ウェスト・ミッドランズのウルヴァーハンプトン・ワンダラーズFCでプレーをはじめ、2008-09シーズン終了後にプロ契約を締結。コルチェスター・ユナイテッドFC、シェフィールド・ユナイテッドFC、シェフィールド・ウェンズデイFCへの期限付き移籍を経て、2012-13シーズンにウルブズのトップチームのメンバーに定着した。2013-14シーズンからはケニー・ジャケット監督のもとチームキャプテンを務めた。同シーズンではリーグ1優勝を果たし、自身もリーグの年間ベストイレブンに選ばれた。
その後もレギュラーの座を守り続けていたが、2017-18シーズンにヌーノ・エスピーリト・サントが新監督に就任すると、一転して構想から外れた。2018年8月にミドルズブラFC期限付き移籍したあと、2019年1月に300万ポンドの移籍金でストーク・シティFCに完全移籍した。
2022年1月18日、サンダーランドAFCへ完全移籍。
2023年9月、ノリッジ・シティFCに1年契約で移籍。
2024年8月1日、ブラックバーン・ローヴァーズFCへ1年契約で移籍。

## 人物
父方がインド系（パンジャーブ人）である。2017年7月にはインド代表でプレーする意思があることを表明していた。

## 所属クラブ
ユース
- ウルヴァーハンプトン・ワンダラーズFC 2000-2009

プロ
- ウルヴァーハンプトン・ワンダラーズFC 2009-2019

→ コルチェスター・ユナイテッドFC 2009-2010 (loan)
→ シェフィールド・ユナイテッドFC 2010 (loan)
→ シェフィールド・ウェンズデイFC 2011 (loan)
→ シェフィールド・ウェンズデイFC 2011-2012 (loan)
→ ミドルズブラFC 2018-2019 (loan)
- ストーク・シティFC 2019-2022
- サンダーランドAFC 2022-2023
- ノリッジ・シティFC 2023-2024
- ブラックバーン・ローヴァーズFC 2024-

## タイトル
ウルヴァーハンプトン
- フットボールリーグ1: 2013–14[10]
- フットボールリーグ・チャンピオンシップ: 2017–18[11]

個人
- リーグ1年間ベストイレブン: 2013-14